# Chaucusok
Chaucusok, ókori germán törzs az Északi-tenger mellékén, a frisiusok szomszédságában. A történelemben is velük együtt léptek fel: Drusus előbb a frisiusokat győzte le, azután indult a chaucusok ellen (Cassius Dio). Tacitus a területükön római őrséget említ. Ott vannak Germanicus segédcsapatai közt is, de később a rómaiak ellenségeként léptek fel. Tacitus a „Germania" című munkájában nagy elismeréssel említi őket. idősebb Plinius chaucus maiores, illetve chaucus minores részekre osztotta őket, Ptolemaiosz Klaudioszhoz hasonlóan. A későbbi századokban eltűnnek, feltehetőleg a szászokkal olvadtak össze.